# Migliori prestazioni europee nei 5 km
La lista delle migliori prestazioni europee nei 5 km, aggiornata periodicamente dalla World Athletics, raccoglie i migliori risultati di tutti i tempi degli atleti europei nella specialità dei 5 km.

## Maschili

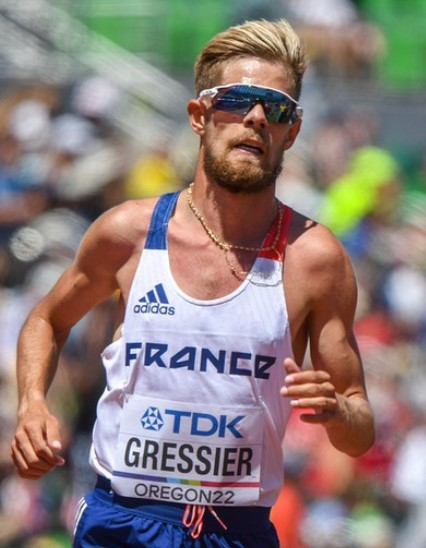
Jimmy Gressier, primatista europeo dei 5 km su strada

Statistiche aggiornate al 19 marzo 2023.
|    | Tempo  | Atleta              | Luogo          | Data             |
| -- | ------ | ------------------- | -------------- | ---------------- |
| 1. | 13'12" | Jimmy Gressier      | Monaco         | 12 febbraio 2023 |
| 2. | 13'14" | Yemaneberhan Crippa | Herzogenaurach | 30 aprile 2022   |
| 3. | 13'16" | Sam Atkin           | Lilla          | 19 marzo 2023    |
| 4. | 13'19" | Ouassim Oumaiz      | Nimega         | 19 luglio 2020   |
| 4. | 13'19" | Robin Hendrix       | Bolzano        | 31 dicembre 2020 |
| 4. | 13'19" | Morhad Amdouni      | Monaco         | 14 febbraio 2021 |
| 7. | 13'20" | Marc Scott          | Barrowford     | 8 agosto 2020    |
| 7. | 13'20" | Mohamed Katir       | Malaga         | 24 aprile 2022   |
| 9. | 13'26" | Alistair Cragg      | Carlsbad       | 1º aprile 2012   |
| 9. | 13'26" | Alex Yee            | Barrowford     | 8 agosto 2020    |

## Femminili

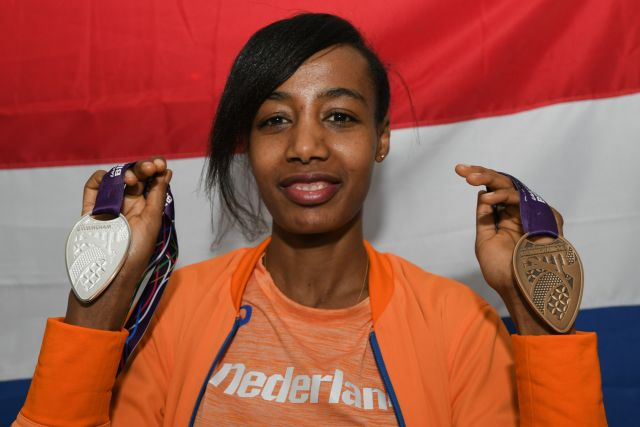
Sifan Hassan, primatista europea dei 5 km su strada

Statistiche aggiornate al 31 dicembre 2022.
|     | Tempo  | Atleta                    | Luogo      | Data              |
| --- | ------ | ------------------------- | ---------- | ----------------- |
| 1.  | 14'38" | Sifan Hassan              | Zurigo     | 7 settembre 2022  |
| 2.  | 14'41" | Elizabeth Potter          | Barrowford | 3 aprile 2021     |
| 3.  | 14'45" | Eilish McColgan           | Malaga     | 24 aprile 2022    |
| 4.  | 14'47" | Lornah Kiplagat           | Brunssum   | 28 marzo 2004     |
| 5.  | 14'51" | Paula Radcliffe           | Londra     | 14 settembre 2003 |
| 6.  | 14'52" | Konstanze Klosterhalfen   | Barcellona | 31 dicembre 2022  |
| 7.  | 14'56" | Sonia O'Sullivan          | Londra     | 1º settembre 2002 |
| 8.  | 15'00" | Karoline Bjerkeli Grøvdal | Zurigo     | 8 settembre 2021  |
| 9.  | 15'04" | Meraf Bahta               | Barcellona | 31 dicembre 2021  |
| 10. | 15'06" | Julia Bleasdale           | Carlsbad   | 30 marzo 2014     |